# 布伦贝格 (莱茵兰-普法尔茨州)
布伦贝格是德国莱茵兰-普法尔茨州的一个市镇。总面积8.44平方公里，总人口484人，其中男性242人，女性242人（2011年12月31日），人口密度57人/平方公里。